# 섹시새우
섹시새우는 꼬마새우과의 절지동물이다. 얕은 산호초 군락에서 산호, 말미잘 및 기타 해양 무척추동물과 공생하며 산다.

## 특징
섹시새우는 몸길이가 약 13mm까지 자라는 작은 새우이다. 외골격은 선명한 주황색을 띠며, 곳곳에 크고 흰 반점이 있다.